# Новосёловка (Черниговский район)
Новосёловка (укр. Новосе́лівка) — село Черниговского района Черниговской области Украины. Село расположено в непосредственной близости к Чернигову. Население 766 человек.
Код КОАТУУ: 7425585701. Почтовый индекс: 15502. Телефонный код: +380 462.

## История
Указом ПВС УССР от 10 июня 1946 года хутор Яцево переименован в Новосёловку.
В апреле 2022 года в результате осады Чернигова российскими войсками в селе не осталось ни одного уцелевшего дома — все постройки были повреждены или разрушены.
Через несколько месяцев после окончания боевых действий, в селе ещё продолжался разбор руин частных домов, разрушенных артиллерийскими ударами

## Власть
Орган местного самоуправления — Ульяновский сельский совет, почтовый адрес: 15535, Черниговская обл., Черниговский р-н, с. Вознесенское, ул. Примакова 43б.

## Галерея

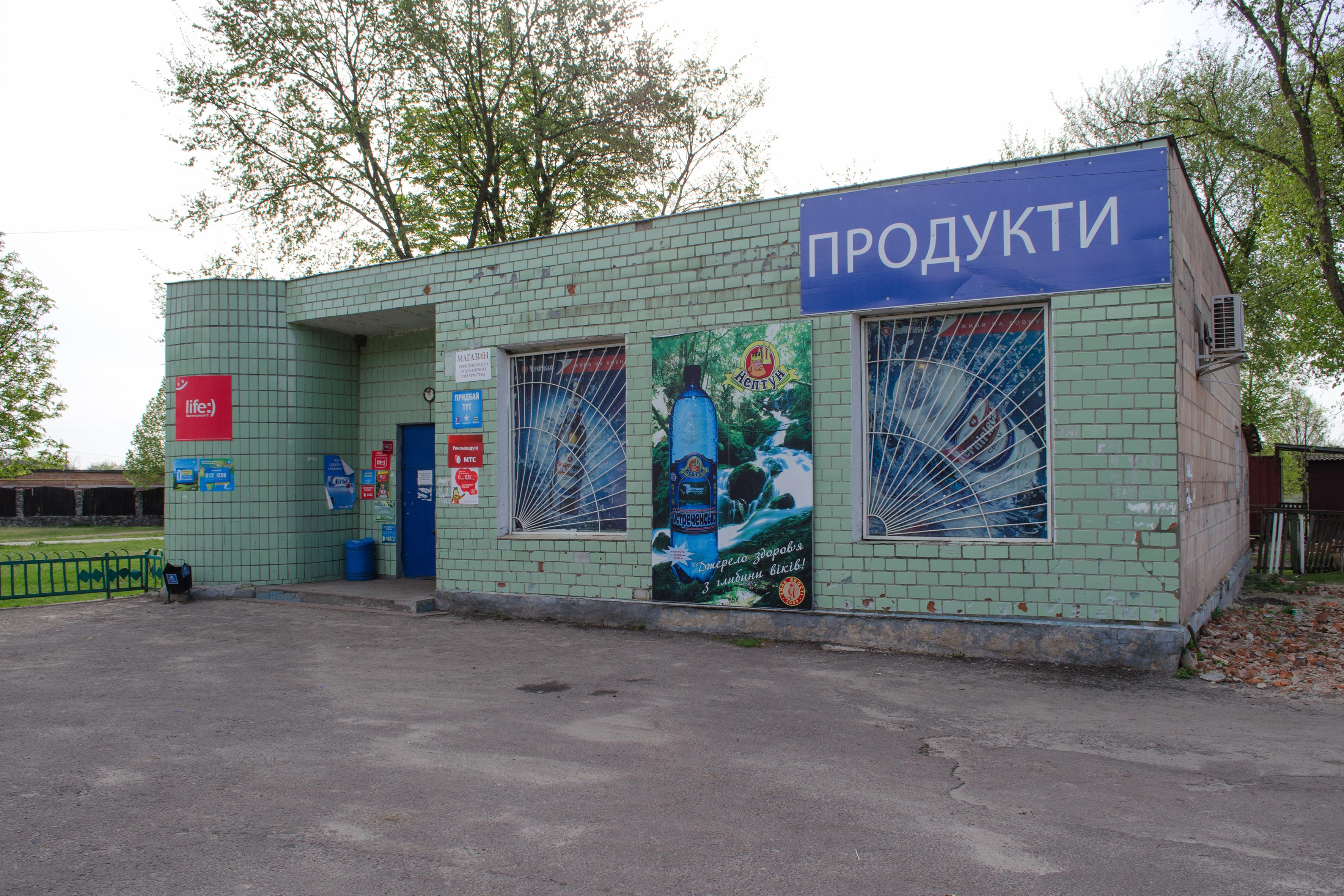
Магазин
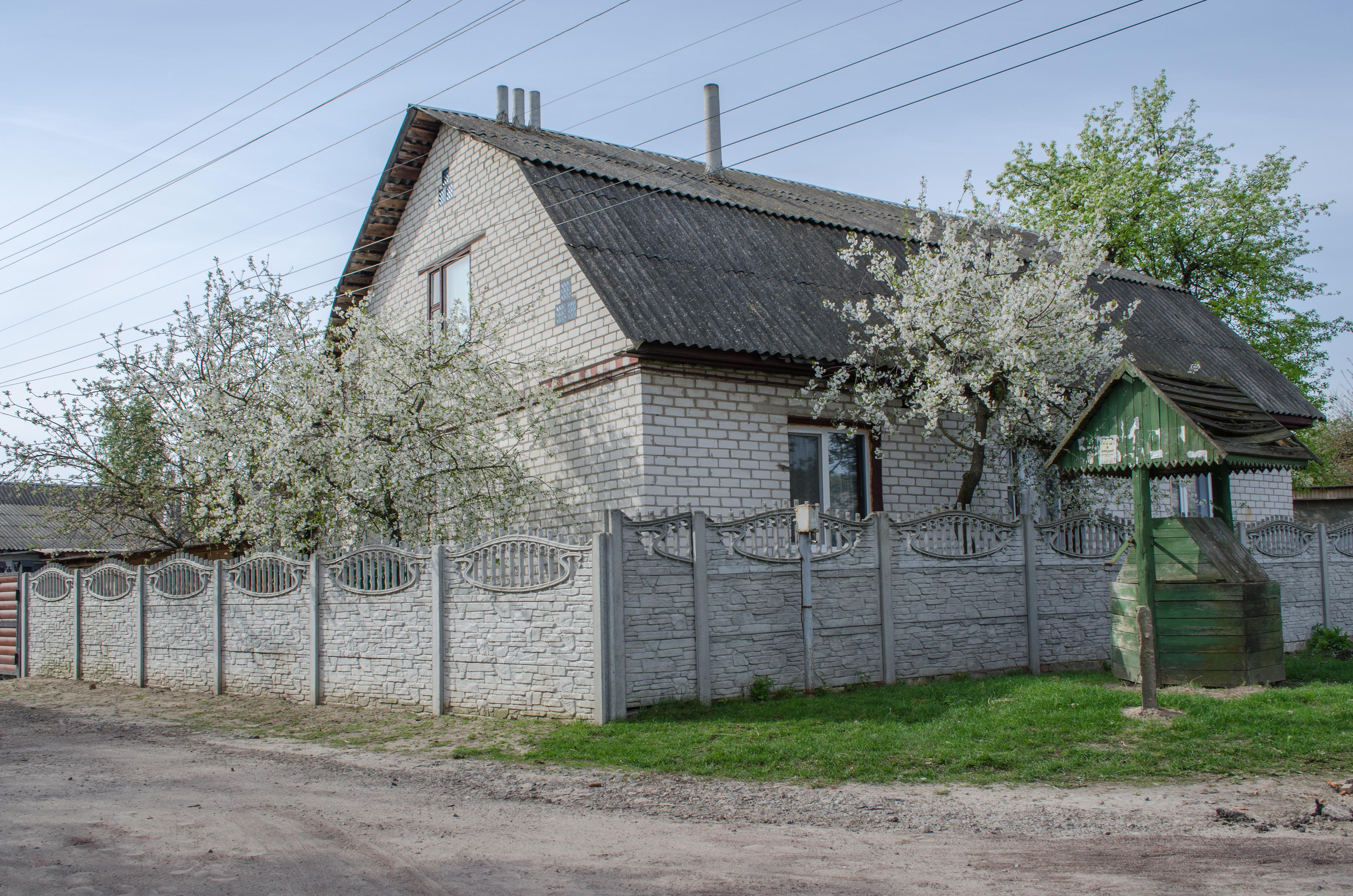
Жилой дом
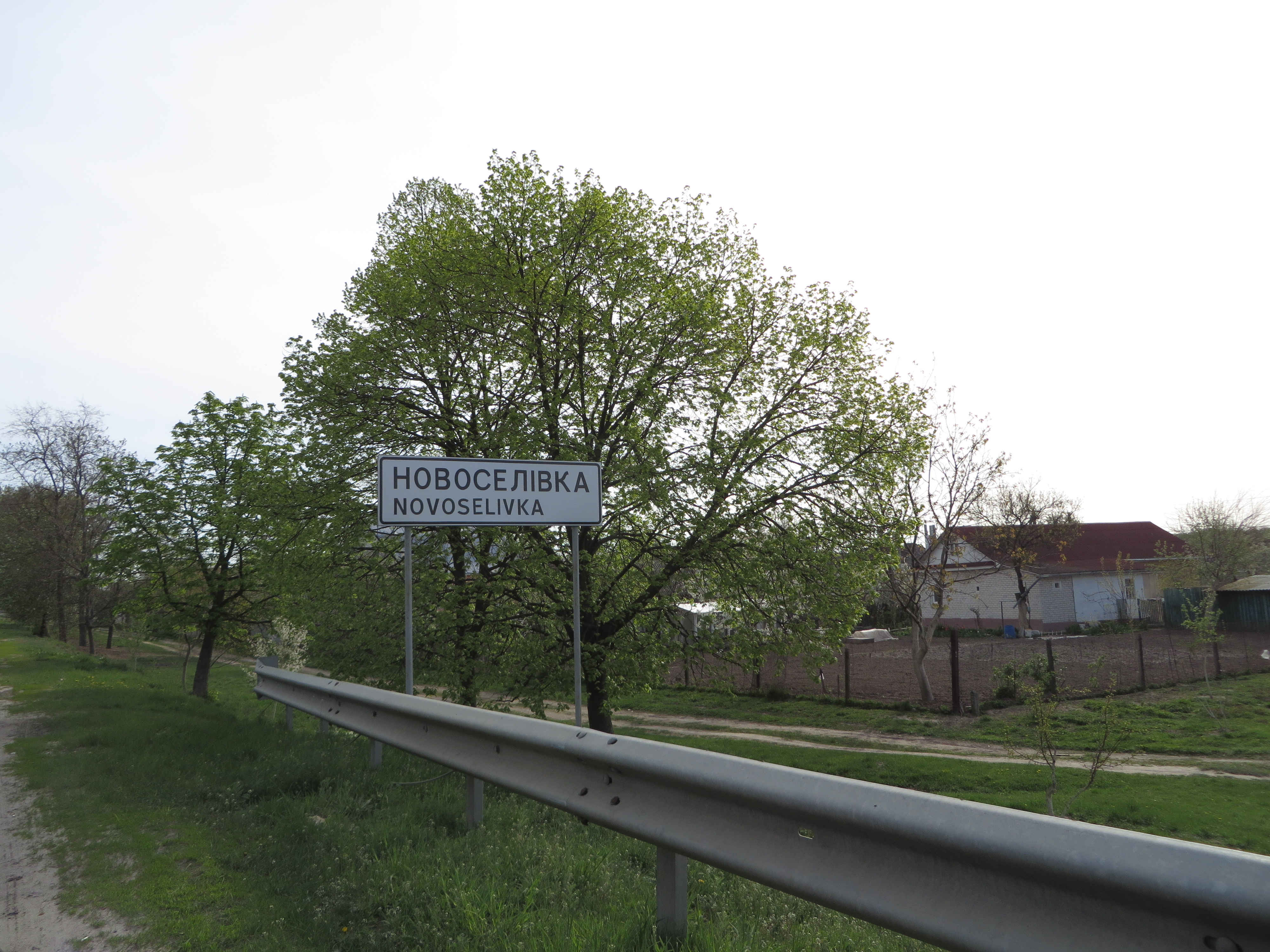
Табличка с названием села
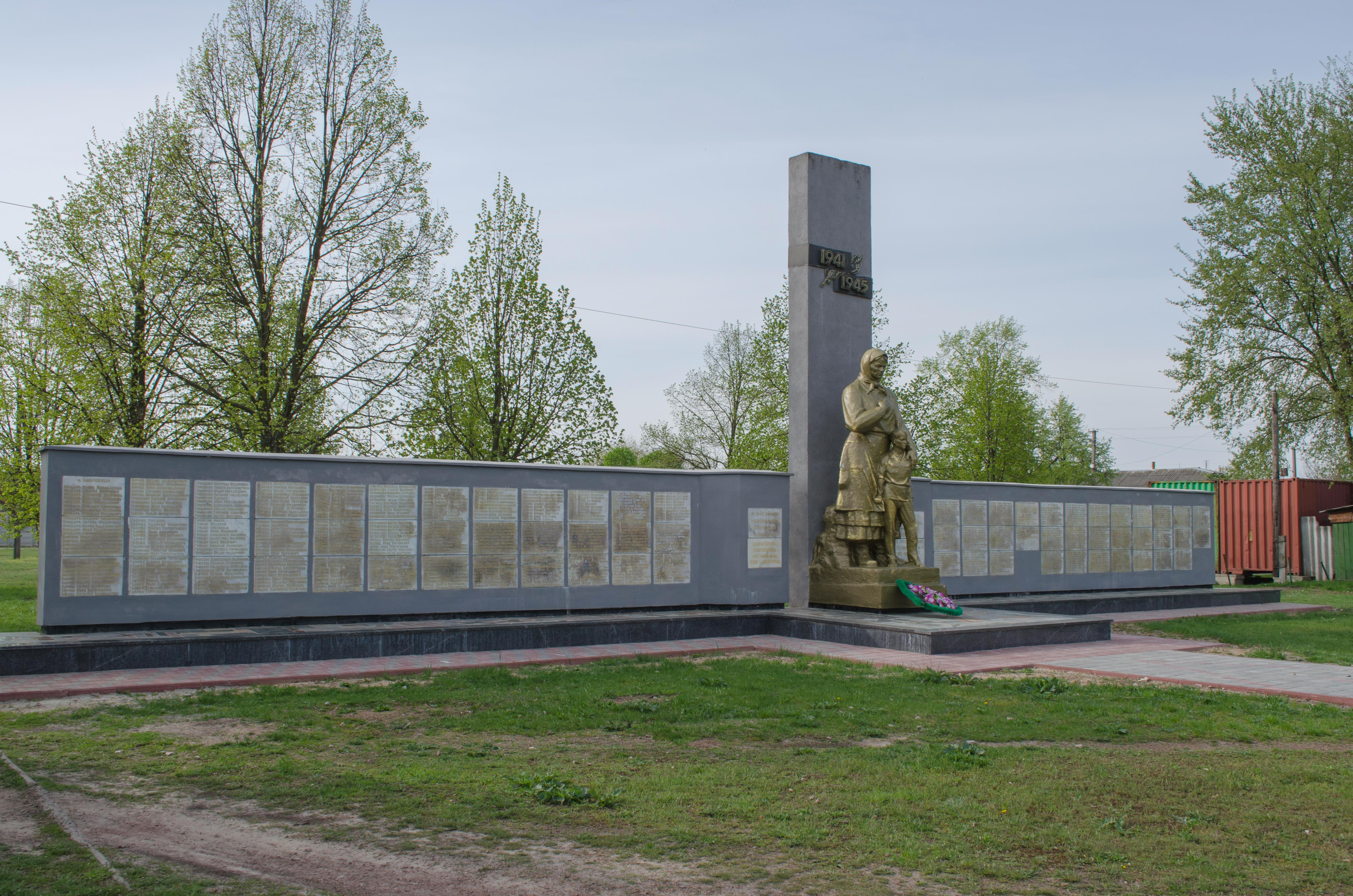
Братская могила
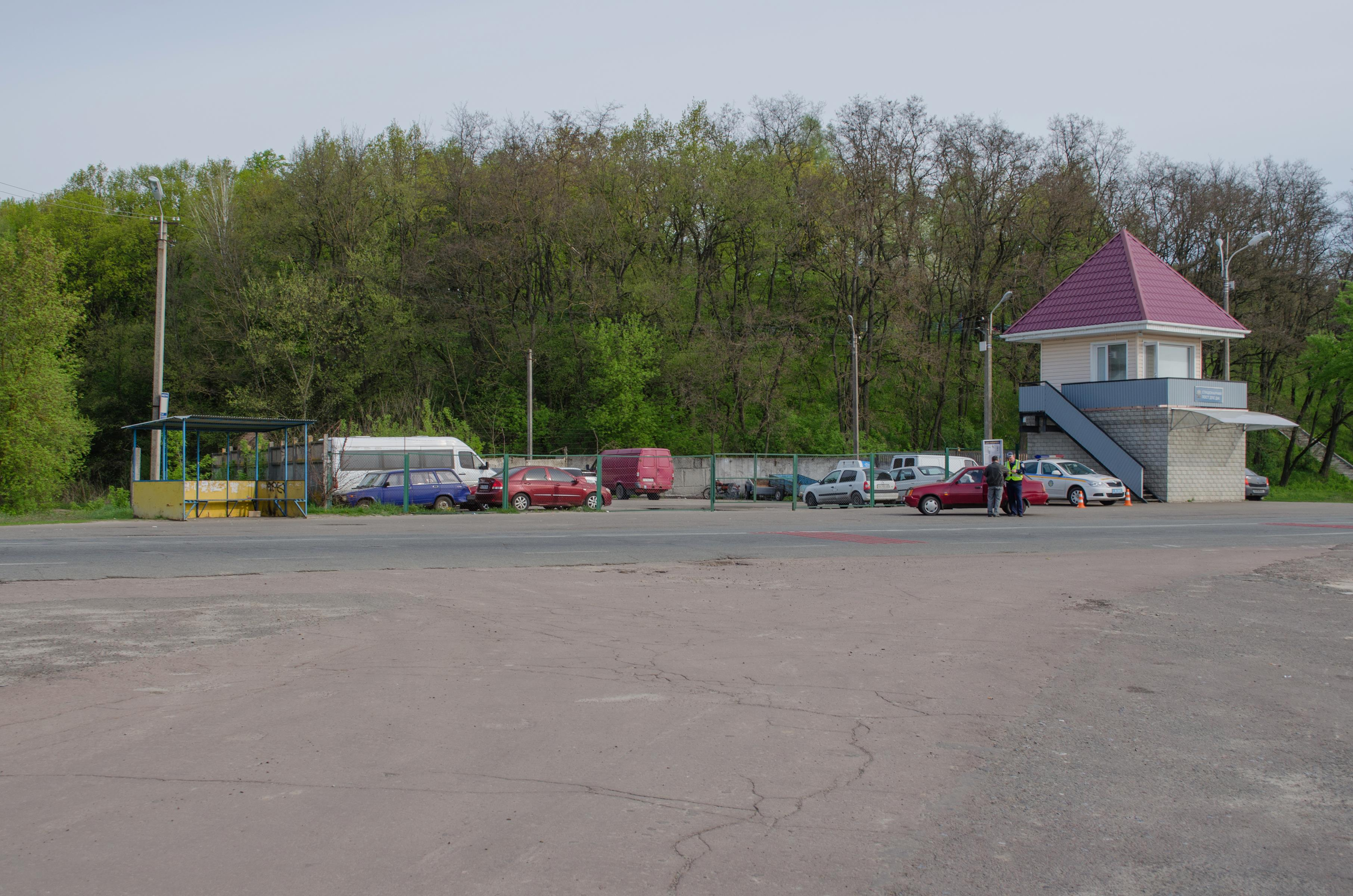
Пост ГАИ
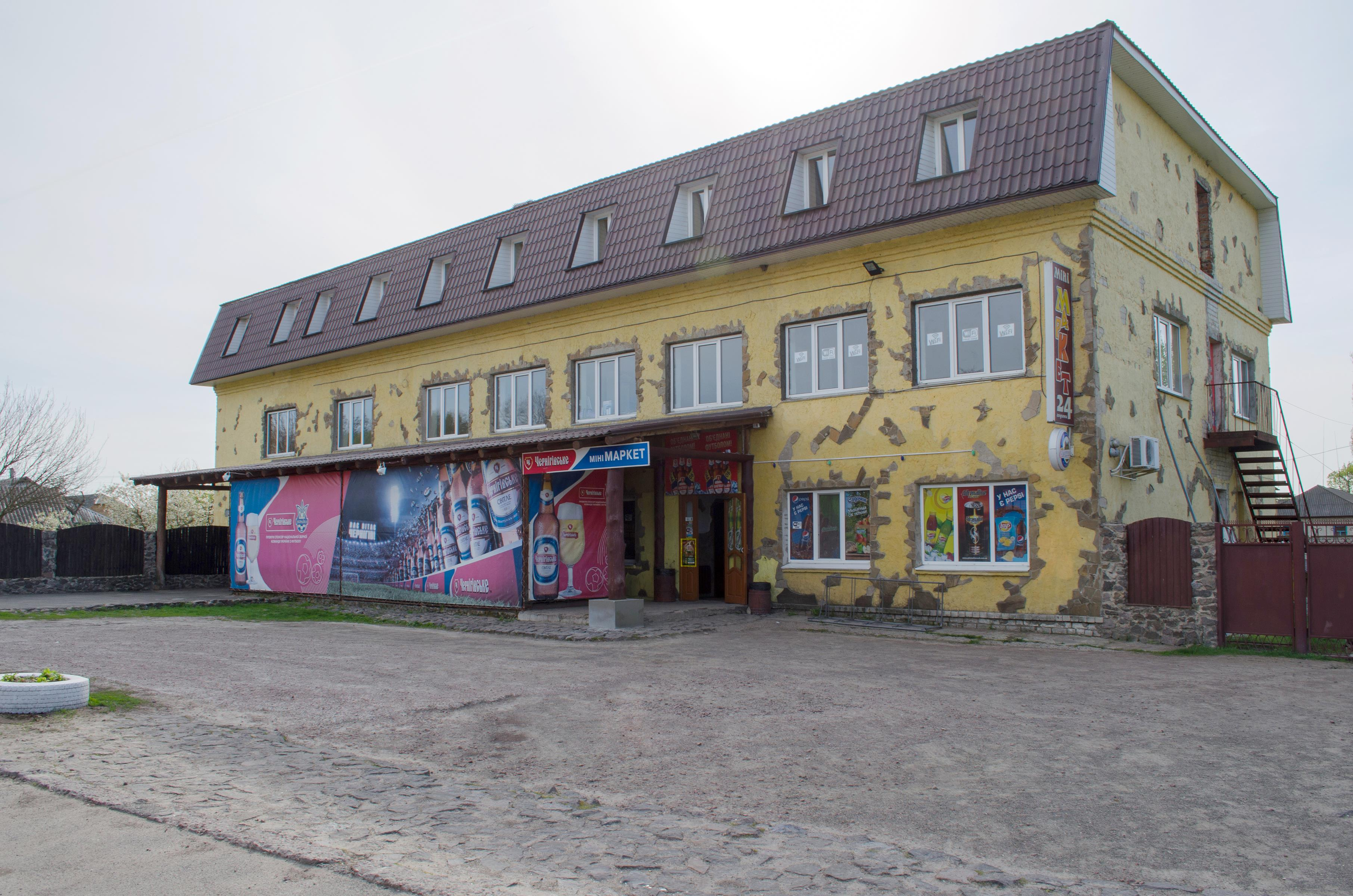
Минимаркет
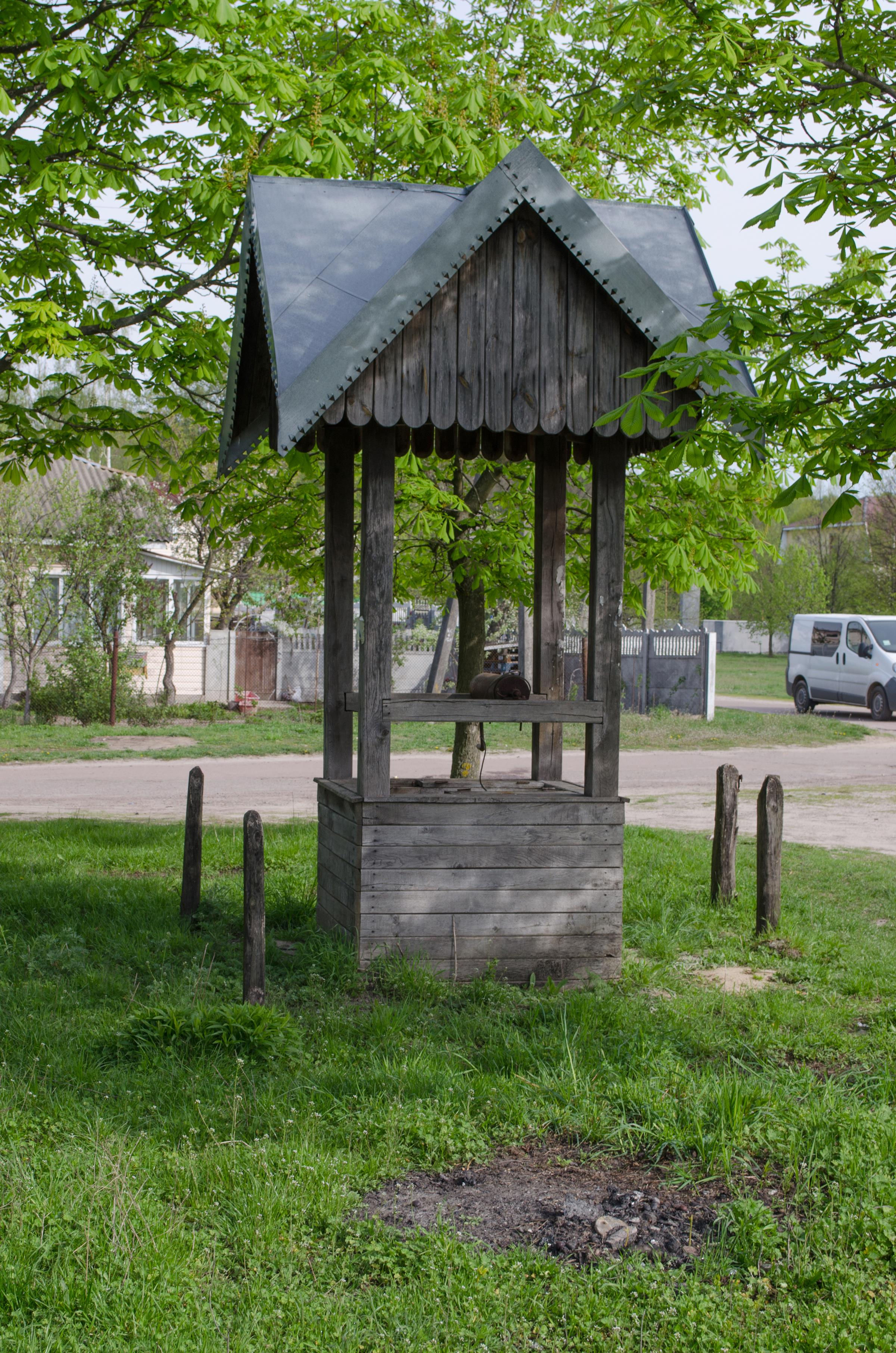
Колодец
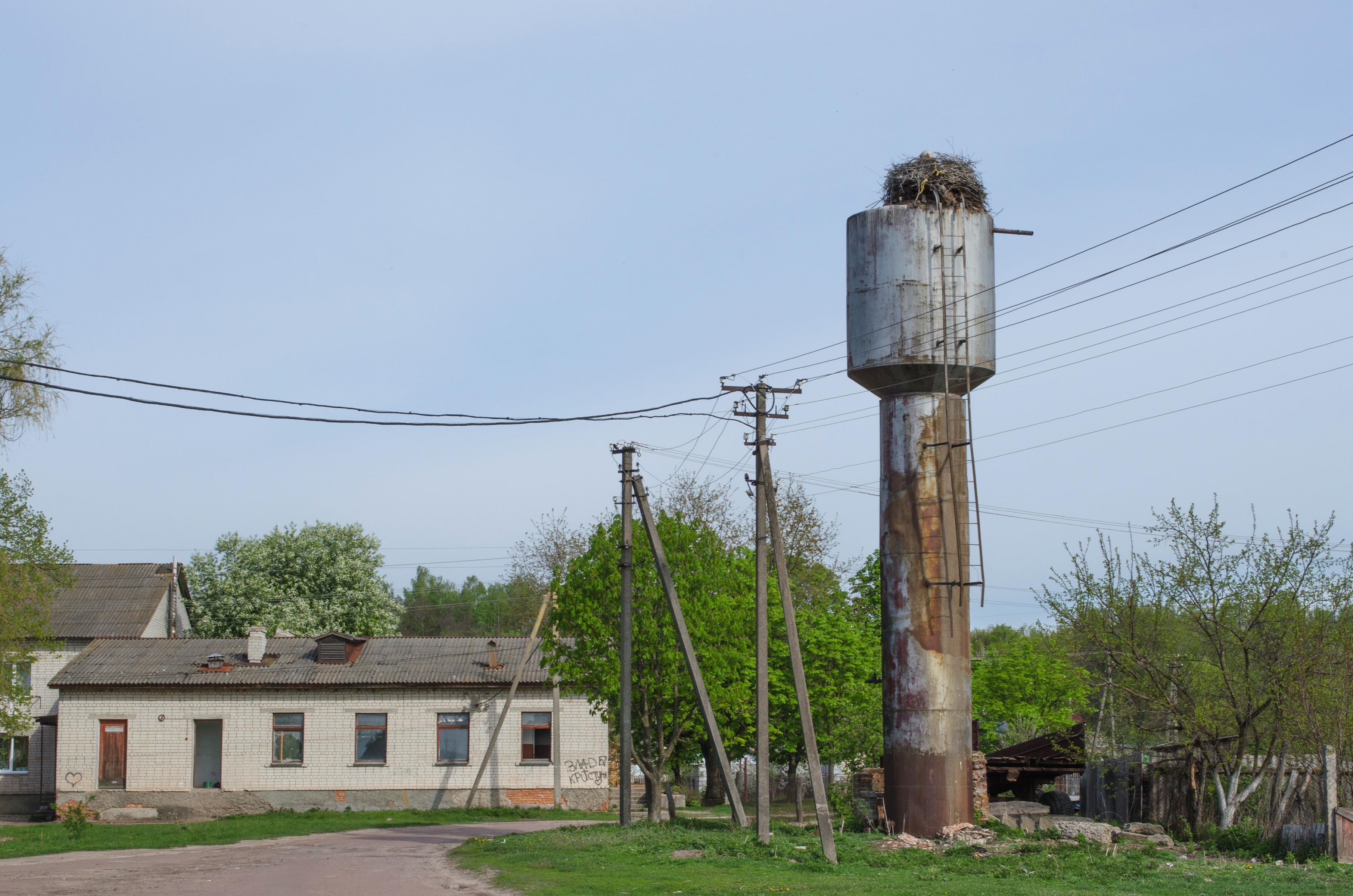
Водонапорная башня с гнездом аиста
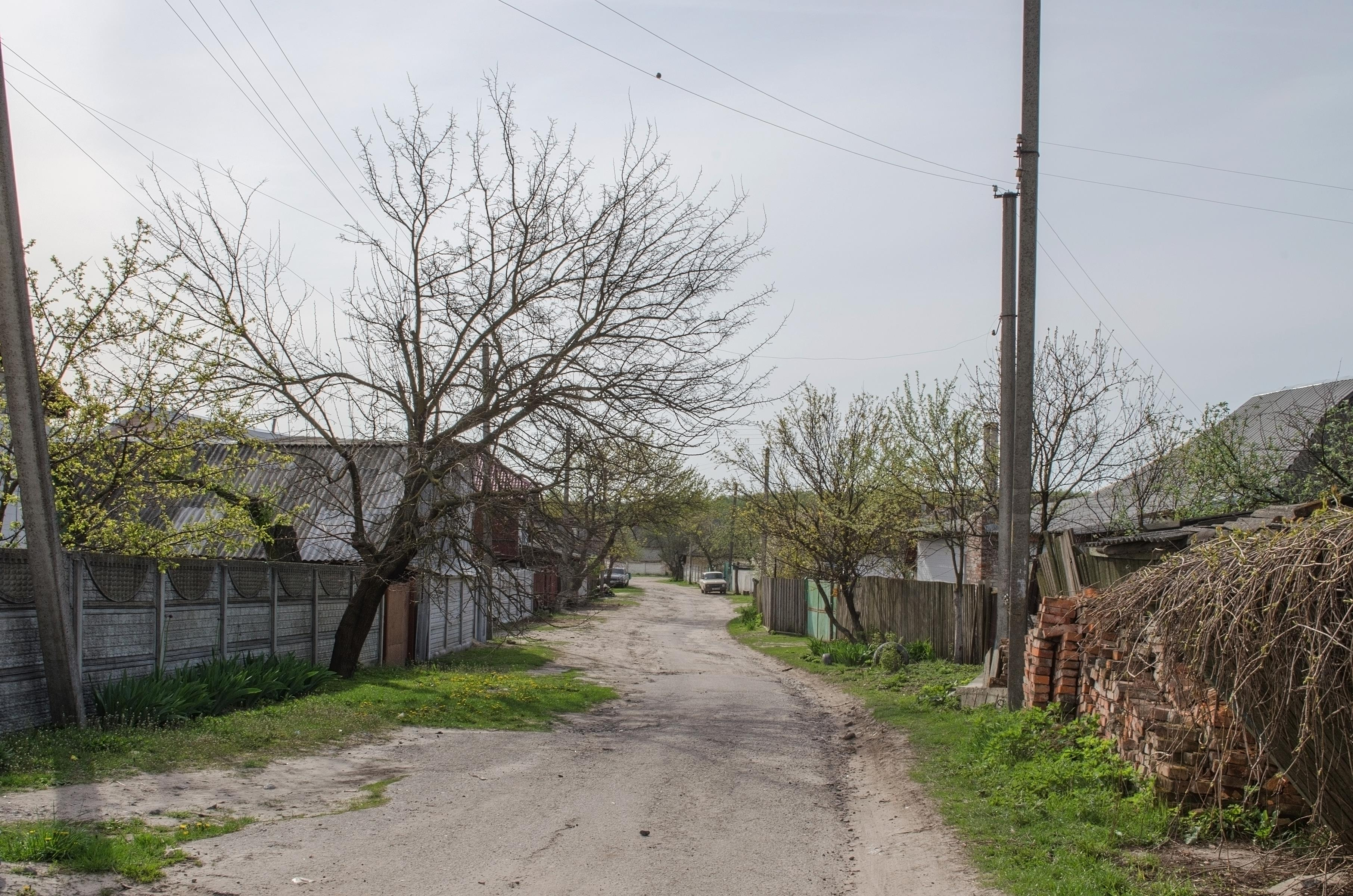
Сельская улица
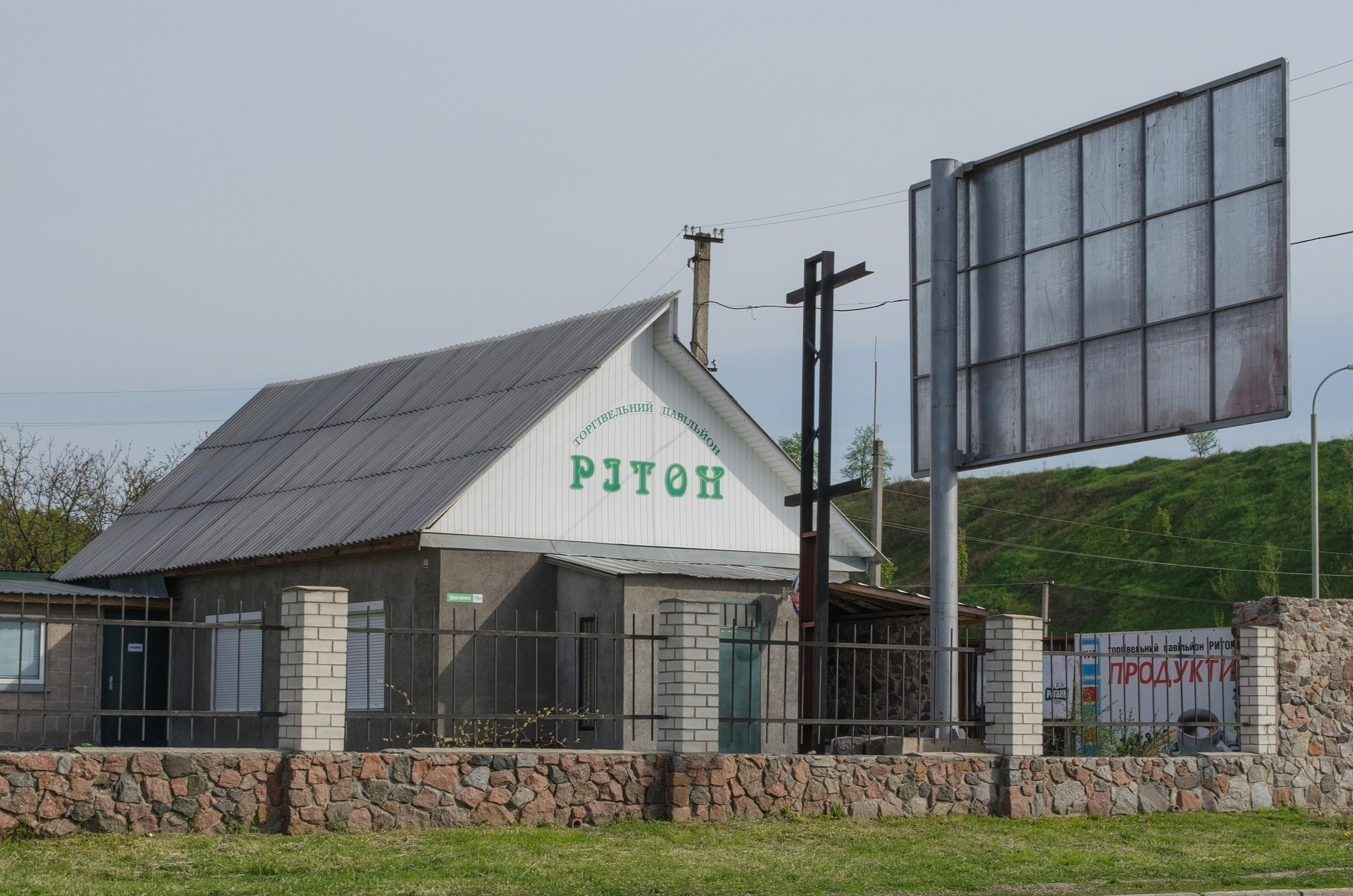
Торговый павильон
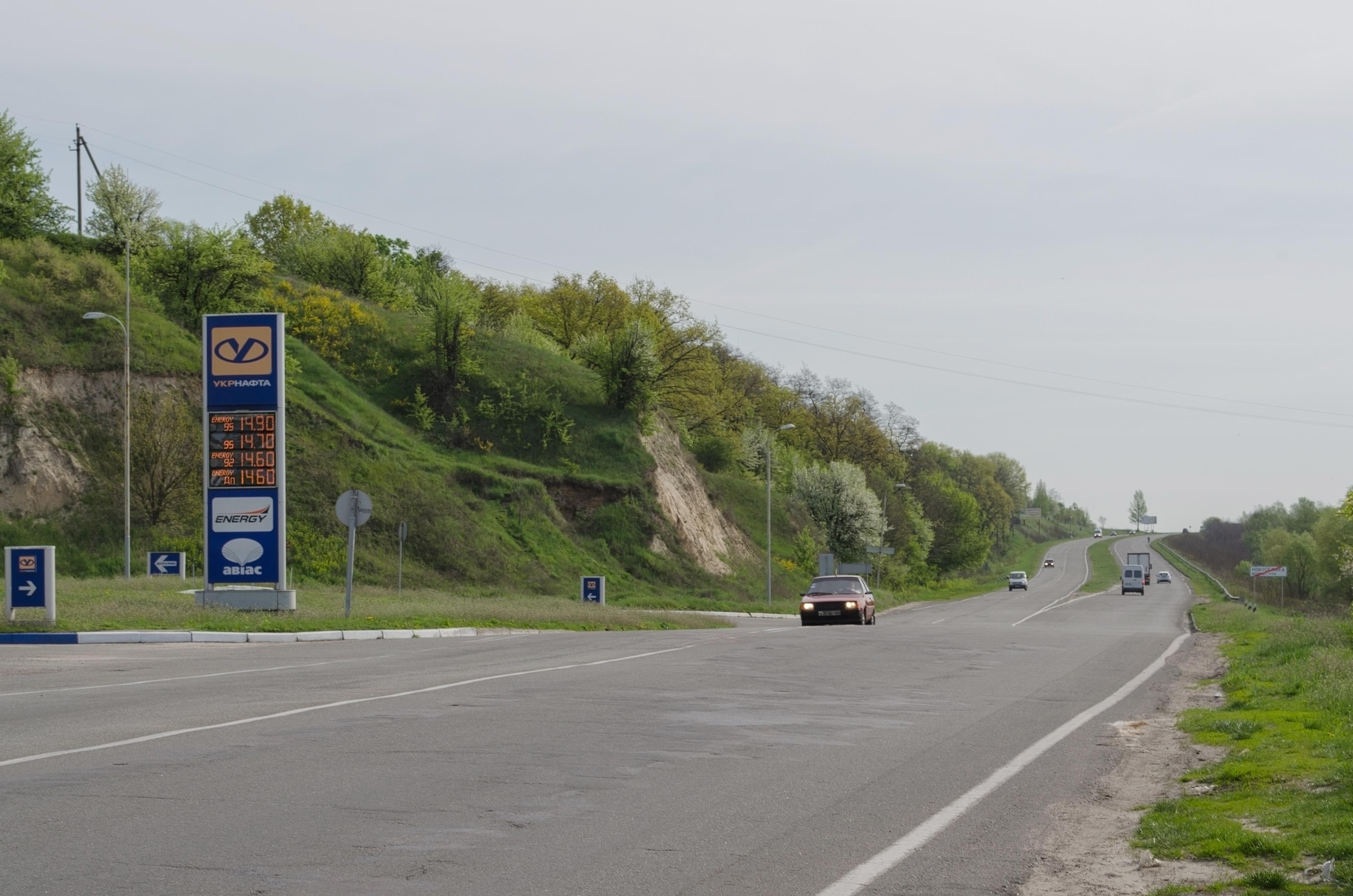
Трасса Чернигов - Новгород-Северский
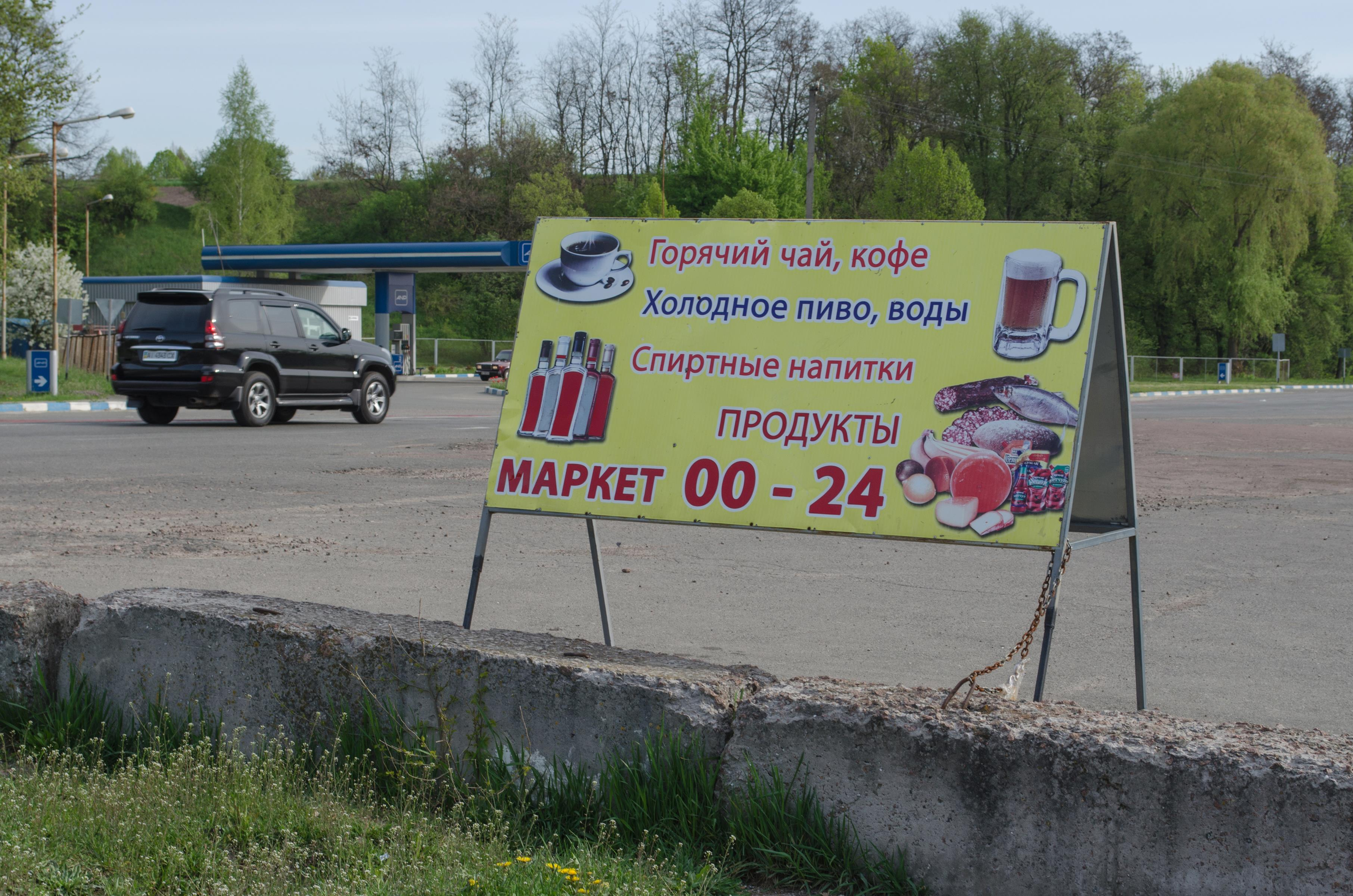
Реклама